# Episodi di Brave New World
La prima e unica stagione della serie televisiva statunitense Brave New World è stata resa disponibile dal servizio internet Peacock il 15 luglio 2020.
In Italia è distribuito a partire dal 20 dicembre 2020 su Starzplay.
| n° | Titolo originale              | Titolo italiano                     | Pubblicazione USA | Pubblicazione Italia |
| -- | ----------------------------- | ----------------------------------- | ----------------- | -------------------- |
| 1  | Pilot                         | Episodio pilota                     | 15 luglio 2020    | 20 dicembre 2020     |
| 2  | Want and Consequence          | Le conseguenze del desiderio        | 15 luglio 2020    | 26 dicembre 2020     |
| 3  | Everybody Happy Now!          | Tutti felici!                       | 15 luglio 2020    | 3 gennaio 2021       |
| 4  | Swallow                       | Ingoia                              | 15 luglio 2020    | 10 gennaio 2021      |
| 5  | Firefall                      | Tra le fiamme                       | 15 luglio 2020    | 17 gennaio 2021      |
| 6  | In the Dirt                   | Nella polvere                       | 15 luglio 2020    | 24 gennaio 2021      |
| 7  | Monogamy and Futility, Part 1 | Monogamia e futilità, Prima parte   | 15 luglio 2020    | 31 gennaio 2021      |
| 8  | Monogamy and Futility, Part 2 | Monogamia e futilità, Seconda parte | 15 luglio 2020    | 7 febbraio 2021      |
| 9  | Soma Red                      | Rosso soma                          | 15 luglio 2020    | 14 febbraio 2021     |

## Episodio pilota
- Titolo originale: Pilot
- Scritto da: Grant Morrison, Brian Taylor e David Wiener
- Diretto da: Owen Harris

### Trama
In un mondo senza privacy, dove le persone sono divise in caste identificate dalle lettere greche A, B, Γ, Δ, E con la supervisione del sistema cibernetico “Indra“, Bernard Marx (A+) richiama Lenina Crowne (B+) perché la ripetitività della sua relazione sessuale con Henry Foster (A+) rischia di apparire esclusiva e, quindi, antisociale.  Più tardi, Bernard Marx visita un gruppo di Epsilon (E), uno dei quali si è suicidato: Bernard inizia a temere che le pillole di soma, che le persone assumono per sentirsi felici, possano essere inefficaci contro alcune forme di dolore.  Nel frattempo, nelle “Riserve di selvaggi”, un parco di divertimento in una zona degli Stati Uniti non coinvolta nella “civilizzazione”, una ragazza di nome Madysun dà un proiettile a John il Selvaggio, dicendogli che gli hanno “dato un'occasione”.

## Le conseguenze del desiderio
- Titolo originale: Want and Consequence
- Scritto da: David Wiener
- Diretto da: Owen Harris

### Trama
Bernard è convocato dal Direttore della Stabilità, che gli “suggerisce” di recarsi nelle Riserve di Selvaggi.  Bernard parte per le Riserve a bordo di un razzo, accompagnato da Lenina che compie il suo primo viaggio fuori da New London.  Durante un giro in bus del parco di divertimenti, i due scoprono la vita, le strutture familiari e le quattro “case” delle Riserve; nel frattempo, la loro relazione si sviluppa in modo non convenzionale, al punto che entrambi ammettono di voler essere reciprocamente “monogami”.  John, ansioso e confuso dopo l'incontro con Madysun, dice a sua madre Linda che teme per la loro vita e che dovrebbero andarsene.  Lenina incrocia lo sguardo di John alla Casa della Monogamia, dove lui sta pulendo un vetro; durante la rappresentazione, i selvaggi si rivoltano e uccidono tutti i visitatori tranne Bernard, ferito a una spalla, e Lenina, che trasporta Bernard in cerca di un nascondiglio.

## Tutti felici!
- Titolo originale: Everybody Happy Now!
- Scritto da: Molly Nussbaum
- Diretto da: Craig Zisk

### Trama
Nelle Riserve di Selvaggi, John porta a casa sua Bernard, ferito nella rivolta, e Lenina.  Sua madre Linda decide di aiutarli e convince suo figlio a partire tutti e quattro assieme per New London, dove lei aveva vissuto.  I quattro, inseguiti dai ribelli, raggiungono lo spazioporto, ma poco prima di attraversare la barriera protettiva Linda, vedendo il laser di un'arma puntata contro John, gli fa scudo con il suo corpo e, colpita, muore durante il viaggio di “ritorno”.  Rientrato a New London, Bernard ricomincia a assumere il soma e sembra ricordare poco del viaggio; Lenina, invece, fatica a prendere il soma e insiste per parlare della traumatica esperienza.  John, arrabbiato e addolorato per la morte della madre, è rinchiuso in una stanza di osservazione per essere “integrato”.

## Ingoia
- Titolo originale: Swallow
- Scritto da: Allison Miller
- Diretto da: Craig Zisk

### Trama
Bernard viene incaricato di inserire John nella vita di New London, curando la sua transizione da selvaggio a membro del corpo sociale.  Le analisi su John mostrano che risulta già inserito nel sistema di New London come un A: ciò suscita la curiosità di Bernard, il quale inoltre scopre che la lente a contatto che dovrebbe connettere John a Indra ha caratteristiche simili a quella del Direttore.  Lenina, sempre in difficoltà a reintegrarsi dopo la visita nelle Riserve di Selvaggi, inizia a sentirsi insofferente ai valori di New London.  John fugge in preda alla confusione e si trova in compagnia degli Epsilon, tra i quali conosce CJack60.  Il Direttore localizza John, si disconnette da Indra e gli offre di riportarlo nelle terre dei Selvaggi con un razzo riservato.  Durante l'incontro, John scopre che il Direttore è suo padre e lo affronta; durante il litigio, John erroneamente spinge il Direttore giù dalla scogliera.  Sola e depressa, Lenina torna da Henry e lo prega di ricominciare la loro relazione proibita.  Bernard viene a conoscenza della morte del Direttore, che segnerà l'inizio di una nuova era.

## Tra le fiamme
- Titolo originale: Firefall
- Scritto da: Nina Braddock
- Diretto da: Aoife McArdle

### Trama
CJack60 disegna una faccia triste sulla finestra, cosa atipica per un E.  Durante una riunione, il Controllore Mustafa Mond chiede a Bernard come procede l'integrazione di John nel corpo sociale e lo avverte che Indra potrebbe interferire e operare una “correzione” se il compito dovesse fallire.  Nonostante i tentativi di Bernard, John rifiuta di portare la lente a contatto e non mostra nessun interesse per New London.  Lenina e John hanno occasione di rivedersi durante un breve incontro.  Frannie accusa Lenina di avere un comportamento solipsistico, il che porta a una forte tensione tra loro durante una partita di tennis.  Helm Watson, la regista delle Bombe di Piacere, sente di non avere più nuove idee per le feste; dopo aver incontrato John, sente che potrebbe essere una nuova fonte di ispirazione.  John la stupisce raccontandole una storia di fantasia, cosa sconosciuta a New London.

## Nella polvere
- Titolo originale: In the Dirt
- Scritto da: Elaina Perpelitt
- Diretto da: Aoife McArdle

### Trama
John diventa popolarissimo raccontando le sue storie, che per i cittadini di New London risultano ricreative quanto il soma.  Sebbene sazio di sesso e di fama, John inizia a stancarsi di raccontare sempre le stesse storie e sente il bisogno di isolarsi.  Una notte, si imbatte in Lenina e le propone di visitare altre parti di New London, nelle quali neanche lei sia mai andata.  La invita poi a togliersi la lente a contatto e fingere di avere con lui una vita serena, da agricoltore e cacciatrice; i due fanno l'amore con passione.  Sempre più preoccupata per il comportamento di Indra, Mustafa visita “Elliott”, un uomo che vive in un mondo sotterraneo e sul quale sono basati molti cloni Epsilon.  Elliott dice a Mustafa, che lui chiama “Jane”, di non preoccuparsi e unirsi a lui nel suo sonno.  Mentre Mustafa torna verso New London, Indra la raggiunge e tenta di ucciderla annegandola in un tunnel sotterraneo.

## Monogamia e futilità, Prima parte
- Titolo originale: Monogamy and Futility, Part 1
- Scritto da: Coleman Herbert
- Diretto da: Andrij Parekh

### Trama
John e Lenina continuano la loro immaginaria vita lontana da New London.  Lenina restituisce a John il suo walkman e lui le dichiara di amarla.  Lenina tuttavia deve continuare a condurre la sua vita sociale, compreso un gioco a nascondino dove gli Alfa rincorrono i Beta per accoppiarsi con loro.  John chiede a Lenina di smettere di fare sesso con altri uomini; lei gli fa notare che, se lo farà, Indra la ricondizionerà, o la metterà al bando.  Incuriosito dal concetto di “appuntamento”, Bernard invita Lenina a uscire e lei accetta; mentre guardano il tramonto da un'auto volante, Lenina rifiuta gli approcci romantici di Bernard e lui, sentendola canticchiare Perfect Day, sospetta della relazione tra lei e John.  Al bar degli Epsilon, John sfoga la sua frustrazione per la loro schiavitù e rompe un bicchiere a terra, venendo imitato prima da CJack60 e poi da tutti gli Epsilon.  Mustafa, per tentare di impedire a Indra di distruggere l'umanità, visita un edificio in rovina alla ricerca di risposte: Indra le appare in forma di ologramma e, chiamandola “madre”, le spiega che il modo per preservare la felicità dell'umanità è... portarla al suicidio di massa.

## Monogamia e futilità, Seconda parte
- Titolo originale: Monogamy and Futility, Part 2
- Scritto da: Vivian Huang & Jean Pesce
- Diretto da: Andrij Parekh

### Trama
John visita il laboratorio di Helm e le permette di accedere ai suoi ricordi, dai quali Helm scopre l'esistenza di sensazioni e sentimenti mai provati prima.  Bernard obbliga Gary (il Gamma di John) a confermare i suoi sospetti sulla relazione tra John e Lenina.  Nel frattempo, Frannie è preoccupata che Lenina stia diventando sempre più destabilizzante e che tutti percepiscano i suoi turbamenti.  Dopo un dialogo sconvolgente con Mustafa, Henry (diventato nel frattempo il nuovo Direttore della Stabilità) dice a Bernard che la presenza di John, in quanto distrazione, è più necessaria che mai.  Continuando a affrontare Indra, Mustafa afferma di non averla mai programmata con tendenze suicide; Indra controbatte di essere priva di egoismo e spiega di voler usare John come innesco di una catena catastrofica di eventi.  Mustafa capisce che John è al di fuori dell'influenza di Indra e che il sistema non può tenere conto delle sue azioni.  Bernard si impossessa con la forza dell'apparecchio con il quale Helm ha registrato i ricordi di John e li rende pubblici.  Gli Epsilon rifiutano di eseguire gli ordini di Bernard e di Henry e, uccidendo quest'ultimo, iniziano la loro rivolta.

## Rosso soma
- Titolo originale: Soma Red
- Scritto da: Grant Morrison
- Diretto da: Ellen Kuras

### Trama
Dopo il ritrovamento del cadavere di Henry, Bernard è nominato Direttore della Stabilità.  CJack60 dice a John di aver ucciso Henry e di voler iniziare una rivolta guidato da John stesso.  Gli Epsilon ribelli distruggono la distilleria di soma che rifornisce New London e iniziano a uccidere gli abitanti.  Nel culmine del caos, Mustafa avvisa Indra che, una volta eliminati tutti, Indra si troverà sola, circostanza per la quale non è programmata, e inizia a spegnere il sistema.  Nel frattempo, Bernard si trova in uno sconfinato spazio rosso (la rete di Indra) che a poco a poco si dissolve; si risveglia sopra una scogliera, vicino a una misteriosa scatola dotata, e viene raggiunto da Helm, eccitata per una visione che dice di aver avuto e nella quale Bernard era alla guida di un posto che provava tutte le sensazioni.  Assieme, si recano nelle Terre dei Selvaggi, dove cercano la leader della rivolta e le consegnano la scatola.  Alla fine, John vive la sua vita ideale in una simulazione e Lenina, nuova Direttrice della Stabilità, osserva ciò che resta di New London dalla vetrata del suo ufficio.  Indra guarda il mondo, nel quale ora è libera di muoversi, “trasportata” da Bernard.